# Meibomia aparines
Meibomia aparines là một loài thực vật có hoa trong họ Đậu. Loài này được (Link) Schindl. mô tả khoa học đầu tiên năm 1926.